# 安杰洛·帕里西
安杰洛·帕里西（義大利語：Angelo Parisi，1953年1月3日—），意大利、英国、法国男子柔道运动员。他曾代表英国、法国参加1972年、1980年和1984年夏季奥林匹克运动会柔道比赛，共获得一枚金牌、二枚银牌和一枚铜牌。